# ミルブレー
ミルブレー（Millbrae）は、アメリカ合衆国カリフォルニア州のサンマテオ郡にある都市。人口は2万3216人（2020年）。サンフランシスコの南20キロメートルに位置している。

## 交通
サンフランシスコ国際空港に隣接しているため、市内には多数のホテルが立地している。ミルブレー駅はバートとカルトレインの乗り換え駅である。

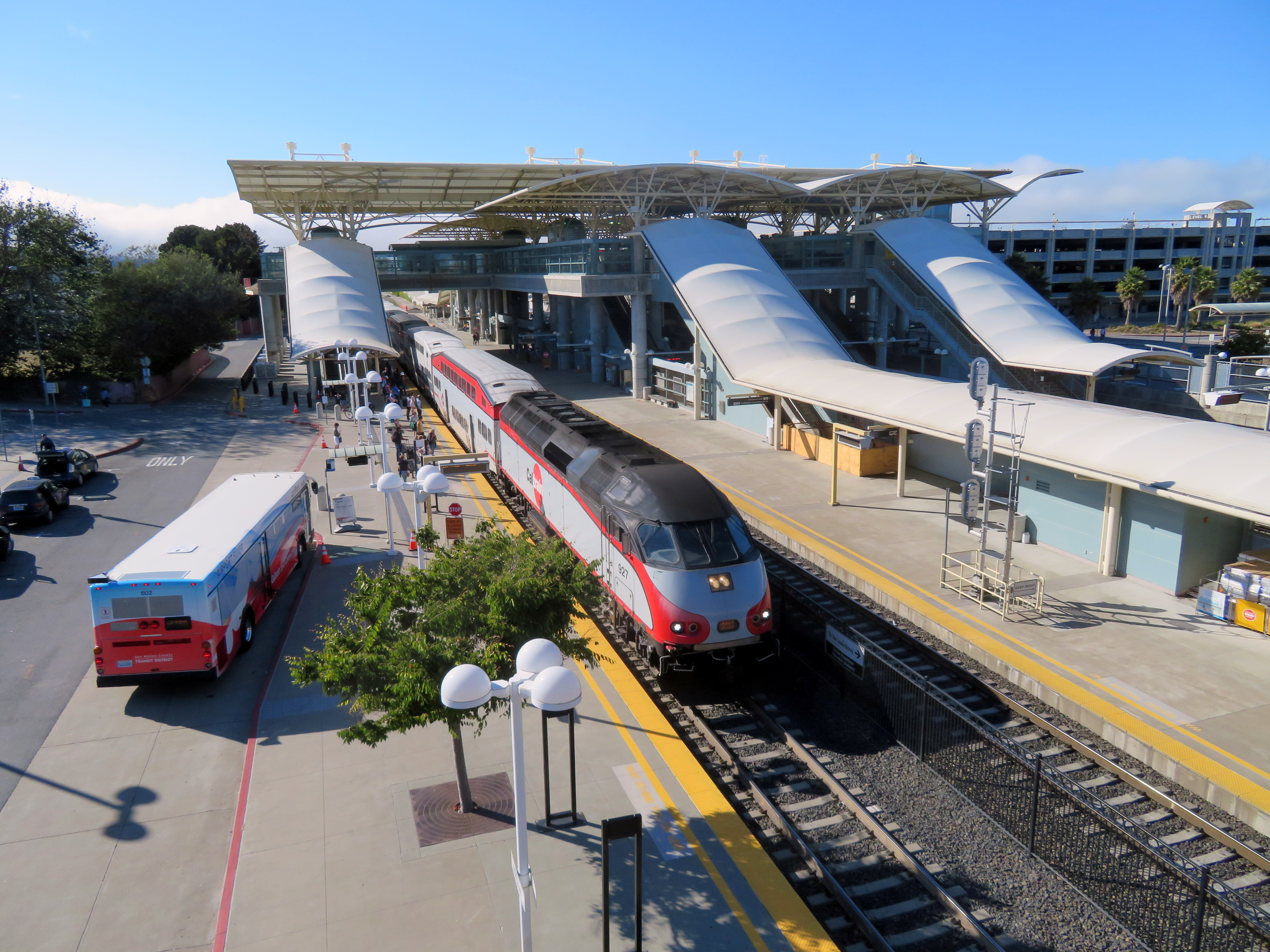
ミルブレー駅

## 姉妹都市
- 埼玉県羽生市と姉妹都市の関係にある。